# علی اوجی
علی اوجی (زادهٔ ۱۷ اسفند ۱۳۶۲) بازیگر، نویسنده، کارگردان و تهیه‌کننده اهل ایران است.

## زندگی
علی اوجی در ۱۷ اسفند ۱۳۶۲ در شیراز به دنیا آمد.

## فیلم‌شناسی

### تئاتر
| نام                         | کارگردان                 |
| --------------------------- | ------------------------ |
| عشق روزهای کرونا اولد سانگز | محمد رحمانیان            |
| شام آخر                     | فرهاد آییش، عارف لرستانی |
| به علت ضیق مکان             | حامد وکیلی               |
| وانیک                       | بهار محمودزاده           |
| لیگ قهرمانان، مرحله گروهی   | سعید دشتی                |
| عشق روزهای کرونا شهرزاد     | محمد رحمانیان            |
| خرده روایت‌های زن و شوهری    | محمد رحمانیان            |
| شاه لیر                     | الیکا عبدالرزاقی         |

### مجموعهٔ تلویزیونی
| شماره | نام اثر                  | سال  | کارگردان                    | توضیحات              | ژانر          |
| ----- | ------------------------ | ---- | --------------------------- | -------------------- | ------------- |
| ۱     | پژمان                    | ۱۳۹۲ | سروش صحت                    | شبکه ۳               | طنز           |
| ۲     | شوخی کردم                | ۱۳۹۲ | مهران مدیری                 | نمایش خانگی          | طنز           |
| ۳     | سال‌های ابری              | ۱۳۹۳ | مهدی کرم‌پور                 | شبکه ۲               | ملودرام       |
| ۴     | خندوانه (فصل یک تا چهار) | ۱۳۹۳ | رامبد جوان                  | شبکه نسیم            | طنز           |
| ۵     | در حاشیه                 | ۱۳۹۴ | مهران مدیری                 | شبکه ۳               | طنز           |
| ۶     | دورهمی (فصل یک تا چهار)  | ۱۳۹۴ | مهران مدیری                 | شبکه نسیم            | طنز           |
| ۷     | عطسه                     | ۱۳۹۴ | مهران مدیری                 | نمایش خانگی          | ملودرام       |
| ۸     | پیکسل                    | ۱۳۹۶ | محمود معظمی، محمدحسین لطیفی | شبکه ۳               | طنز           |
| ۹     | تعطیلات رؤیایی           | ۱۳۹۷ | علیرضا امینی                | شبکه ۲               | طنز           |
| ۱۰    | آرماندو                  | ۱۳۹۷ | احسان عبدی‌پور               | شبکه ۱               | طنز           |
| ۱۱    | سال‌های دور از خانه       | ۱۳۹۷ | مجید صالحی                  | نمایش خانگی          | طنز           |
| ۱۲    | مرضیه                    | ۱۳۹۸ | فلورا سام                   | شبکه ۲               | ملودرام       |
| ۱۳    | ملکه گدایان              | ۱۳۹۹ | حسین سهیلی زاده             | نمایش خانگی (بازیگر) | ملودرام       |
| ۱۴    | پدر گواردیولا            | ۱۴۰۱ | سعید نعمت‌الله               | نمایش خانگی (بازیگر) | ملودرام       |
| ۱۵    | جوکر                     | ۱۴۰۱ | احسان علیخانی               | نمایش خانگی (بازیگر) | طنز           |
| ۱۶    | شب‌های مافیا              | ۱۴۰۱ | سعید ابوطالب                | نمایش خانگی (بازیگر) | معمایی و فکری |

### فیلم سینمایی/ بازیگر
| نام اثر                 | سال  | کارگردان                        |
| ----------------------- | ---- | ------------------------------- |
| خوب، بد، جلف            | ۱۳۹۴ | پیمان قاسم‌خانی                  |
| ماموریت غیرممکن         | ۱۳۹۷ | یعقوب غفاری                     |
| کوچه ژاپنی‌ها            | ۱۳۹۸ | امیرحسین ثقفی                   |
| خوب، بد، جلف ۲ ارتش سری | ۱۳۹۸ | پیمان قاسم‌خانی                  |
| راند چهارم              | ۱۳۹۸ | علیرضا امینی                    |
| سینما شهر قصه           | ۱۳۹۸ | کیوان علیمحمدی                  |
| گربه سیاه               | ۱۳۹۸ | کریم امینی                      |
| غیبت موجه               | ۱۳۹۹ | عباس رافعی                      |
| خائن کشی                | ۱۳۹۹ | مسعود کیمیایی                   |
| بی‌مادر                  | ۱۴۰۰ | سیدمرتضی فاطمی                  |
| ۲۸۸۸                    | ۱۴۰۰ | کیوان علی محمدی و علی‌اکبر حیدری |
| سال گربه                | ۱۴۰۲ | مصطفی تقی‌زاده                   |
| آریاشهر دو نفر          | ۱۴۰۲ | حمید بهرامیان                   |
| شوهر ستاره              | ۱۴۰۳ | ابراهیم ایرج‌زاد                 |

### فیلم سینمایی / تهیه‌کننده - مجری طرح
| شماره | نام اثر             | سال  | کارگردان        | توضیحات                               |
| ----- | ------------------- | ---- | --------------- | ------------------------------------- |
| ۱     | شوهر ستاره          | ۱۴۰۳ | ابراهیم ایرج‌زاد | تهیه‌کننده                             |
| ۲     | دست تنها            | ۱۴۰۳ | امیرحسین ثقفی   | تهیه‌کننده                             |
| ۳     | ساعت ۶ صبح          | ۱۴۰۲ | مهران مدیری     | تهیه‌کننده                             |
| ۴     | آدم فروش            | ۱۴۰۲ | محمود کلاری     | تهیه‌کننده                             |
| ۵     | سلوک                | ۱۴۰۱ | عباس رافعی      | تهیه‌کننده                             |
| ۶     | بی‌مادر              | ۱۴۰۰ | سیدمرتضی فاطمی  | تهیه‌کننده: علی اوجی و محمدرضا مصباح   |
| ۷     | خائن‌کشی             | ۱۳۹۹ | مسعود کیمیایی   | تهیه‌کننده                             |
| ۸     | روزی روزگاری آبادان | ۱۳۹۹ | حمیدرضا آذرنگ   | تهیه‌کننده: علی اوجی و عبدالله اسکندری |
| ۹     | عروسی مردم          | ۱۳۹۸ | مجید توکلی      | مجری طرح                              |
| ۱۰    | راند چهارم          | ۱۳۹۸ | علیرضا امینی    | مجری طرح                              |

### فیلم کوتاه/ کارگردان
| شماره | نام اثر             | سال  |
| ----- | ------------------- | ---- |
| ۱     | وقتی مرده‌ها می‌رقصند | ۱۳۷۶ |
| ۲     | پرواز لک لک‌ها       | ۱۳۷۷ |
| ۳     | غزل                 | ۱۳۷۸ |
| ۴     | سایه‌ها              | ۱۳۷۹ |
| ۵     | دربارهٔ بچه          | ۱۳۸۰ |

### ویدئو موزیک (کلیپ)/ کارگردان و تهیه‌کننده
| نام کلیپ                   | سال انتشار | خواننده    |
| -------------------------- | ---------- | ---------- |
| حرف‌های بی مخاطب            | ۱۳۹۱       | رضا یزدانی |
| بدون تو هیچم               | ۱۳۹۱       | رضا یزدانی |
| کجا گمت کردم               | ۱۳۹۱       | رضا یزدانی |
| نقش اول                    | ۱۳۹۴       | رضا یزدانی |
| مهتاب تو فانوس             | ۱۳۹۴       | رضا یزدانی |
| تصادف ناجور                | ۱۳۹۴       | رضا یزدانی |
| نوستالژی                   | ۱۳۹۴       | رضا یزدانی |
| گریم                       | ۱۳۹۶       | رضا یزدانی |
| ای کاش عشق را زبان سخن بود | ۱۳۹۶       | رضا یزدانی |
| برزخ                       | ۱۳۹۷       | رضا یزدانی |
| پیانیست                    | ۱۳۹۷       | رضا یزدانی |
| کلافه                      | ۱۳۹۷       | رضا یزدانی |

### آلبوم موسیقی / تهیه‌کننده
| نام آلبوم          | سال انتشار | خواننده                          |
| ------------------ | ---------- | -------------------------------- |
| ساعت ۲۵ شب         | ۱۳۹۸       | رضا یزدانی                       |
| دوئل در آینه       | ۱۳۹۵       | رضا یزدانی                       |
| ساعت فراموشی       | ۱۳۹۰       | رضا یزدانی                       |
| ساعتا خوابن        | ۱۳۹۲       | رضا یزدانی                       |
| سلول شخصی          | ۱۳۹۳       | رضا یزدانی                       |
| خاطرات مبهم        | ۱۳۹۱       | رضا یزدانی                       |
| نوستالژی           | ۱۳۹۴       | رضا یزدانی                       |
| درهم               | ۱۳۹۶       | رضا یزدانی                       |
| دیوونه خونه مجازی  | ۱۳۹۸       | رضا یزدانی                       |
| دارکوب             | ۱۳۸۹       | مهران مدیری / حامد بهداد         |
| دیوونه از قفس پرید | ۱۳۹۳       | محمد زارع                        |
| شاه‌ماهی            |            | هومن جاوید                       |
| عکس زمستونی تهران  | ۱۳۹۴       | کامران تفتی                      |
| 'تنفس آزاد'        |            | امیرحسین سمیعی                   |
| من و تو            | ۱۳۹۱       | مانی رهنما                       |
| با خودم می‌رقصم     | ۱۳۹۶       | مانی رهنما                       |
| قصه زیرزمین        |            | کاوه آفاق                        |
| غریبه آشنا         |            | برزو ارجمند                      |
| پاییز              |            | سپند امیرسلیمانی                 |
| تنفس آزاد          | ۱۳۹۳       | محمد حسین سمیعی و محمد علی بهمنی |

### قطعات موسیقی/ تهیه‌کننده
| نام قطعه                  | سال انتشار | خواننده    |
| ------------------------- | ---------- | ---------- |
| دوست                      | ۱۳۸۶       | رضا یزدانی |
| بگو تهران                 | ۱۳۸۷       | رضا یزدانی |
| کبوتر                     | ۱۳۸۸       | رضا یزدانی |
| اسطوره                    | ۱۳۹۰       | رضا یزدانی |
| مترو                      | ۱۳۹۲       | رضا یزدانی |
| وطن یعنی (جام جهانی ۲۰۱۴) | ۱۳۹۳       | رضا یزدانی |
| پرچم                      | ۱۳۹۳       | رضا یزدانی |
| درکم کن                   | ۱۳۹۵       | رضا یزدانی |
| اعصاب ندارم               | ۱۳۹۵       | رضا یزدانی |
| وقت معجزه                 | ۱۳۹۵       | رضا یزدانی |
| بارونی                    | ۱۳۹۵       | رضا یزدانی |
| عشق ۱۵ سالگی              | ۱۳۹۶       | رضا یزدانی |
| پیانیست                   | ۱۳۹۶       | رضا یزدانی |
| لعنتی‌های دوست داشتنی      | ۱۳۹۷       | رضا یزدانی |
| به فکر سالَم باش           | ۱۳۹۷       | رضا یزدانی |
| نگفتمت                    | ۱۳۹۷       | رضا یزدانی |
| کلافه                     | ۱۳۹۷       | رضا یزدانی |
| برج میلاد                 | ۱۳۹۷       | رضا یزدانی |
| وقتی تو نیستی             | ۱۳۹۷       | رضا یزدانی |
| عطر جادویی                | ۱۳۹۹       | رضا یزدانی |
| قرنطینه                   | ۱۳۹۹       | رضا یزدانی |
| وطن بی قرارم              | ۱۳۹۹       | رضا یزدانی |
| گورکن                     | ۱۴۰۰       | رضا یزدانی |
| من عادت دارم به روزای تلخ | ۱۴۰۰       | رضا یزدانی |
| صد فرسخ ازت دورم          | ۱۴۰۰       | رضا یزدانی |
| عشق بی زوال               | ۱۴۰۰       | رضا یزدانی |

### موسیقی / تهیه‌کننده
| نام قطعه             | شنیده شده در                   | سال انتشار | خواننده    |
| -------------------- | ------------------------------ | ---------- | ---------- |
| پدر                  | فیلم سینمایی رئیس              | ۱۳۸۵       | رضا یزدانی |
| پسر                  | فیلم سینمایی رئیس              | ۱۳۸۵       | رضا یزدانی |
| رئیس                 | فیلم سینمایی رئیس              | ۱۳۸۵       | رضا یزدانی |
| لاله زار             | فیلم سینمایی حکم               | ۱۳۸۶       | رضا یزدانی |
| مرگ تدریجی یک رؤیا   | سریال مرگ تدریجی یک رؤیا       | ۱۳۸۶       | رضا یزدانی |
| یک عاشقانهٔ ساده      | سریال مرگ تدریجی یک رؤیا       | ۱۳۸۶       | رضا یزدانی |
| محاکمه در خیابان     | فیلم سینمایی محاکمه در خیابان  | ۱۳۸۸       | رضا یزدانی |
| گام‌های معلق          | فیلم سینمای گام‌های معلق        | ۱۳۸۹       | رضا یزدانی |
| راز این خونه         | سریال راز این خونه             | ۱۳۸۹       | رضا یزدانی |
| خلیج فارس            | فیلم سینمایی بوی گندم          | ۱۳۸۹       | رضا یزدانی |
| کیفر                 | فیلم سینمایی کیفر              | ۱۳۸۹       | رضا یزدانی |
| قلب یخی              | سریال قلب یخی                  | ۱۳۸۹       | رضا یزدانی |
| ساخت ایران           | سریال ساخت ایران               | ۱۳۹۰       | رضا یزدانی |
| ساعت صفر             | سریال یادآوری                  | ۱۳۹۲       | رضا یزدانی |
| متروپل               | فیلم سینمایی متروپل            | ۱۳۹۲       | رضا یزدانی |
| خط ویژه              | فیلم سینمایی خط ویژه           | ۱۳۹۲       | رضا یزدانی |
| جاده چالوس           | سریال جاده چالوس               | ۱۳۹۳       | رضا یزدانی |
| تعبیر وارونه یک رؤیا | سریال تعبیر وارونه یک رؤیا     | ۱۳۹۴       | رضا یزدانی |
| ای ایران             | سریال تعبیر وارونه یک رؤیا     | ۱۳۹۴       | رضا یزدانی |
| تیک آف               | فیلم سینمایی تیک آف            | ۱۳۹۴       | رضا یزدانی |
| پرواز عقاب           | فیلم مستند من ناصر حجازی هستم  | ۱۳۹۴       | رضا یزدانی |
| شش ابر قهرمان        | فیلم انیمیشن شش ابر قهرمان     | ۱۳۹۴       | رضا یزدانی |
| هزار و یک شب         | سریال شب هزار و یکم            | ۱۳۹۵       | رضا یزدانی |
| زخمی                 | سریال پرستاران                 | ۱۳۹۵       | رضا یزدانی |
| تو رفته‌ای            | تئاتر مسافران                  | ۱۳۹۵       | رضا یزدانی |
| از تنهایی می‌ترسم     | تئاتر مسافران                  | ۱۳۹۵       | رضا یزدانی |
| شکار                 | تئاتر مسافران                  | ۱۳۹۵       | رضا یزدانی |
| سوفی و دیوانه        | فیلم سینمایی سوفی و دیوانه     | ۱۳۹۵       | رضا یزدانی |
| گمشدگان              | سریال گمشدگان                  | ۱۳۹۶       | رضا یزدانی |
| فصل بی تکرار         | سریال تعطیلات رؤیایی           | ۱۳۹۶       | رضا یزدانی |
| فاز                  | مستند مسابقه فاز               | ۱۳۹۶       | رضا یزدانی |
| عشقت                 | سریال از یادرفته‌ها             | ۱۳۹۸       | رضا یزدانی |
| می‌رسم به تو          | سریال از یادرفته‌ها             | ۱۳۹۸       | رضا یزدانی |
| حقم نبود             | سریال از یادرفته‌ها             | ۱۳۹۸       | رضا یزدانی |
| تو خودم می‌سوزم       | سریال از یادرفته‌ها             | ۱۳۹۸       | رضا یزدانی |
| آبی به رنگ آسمان     | مستند سینمایی آبی به رنگ آسمان | ۱۳۹۸       | رضا یزدانی |
| اینجا تهرونه         | فیلم سینمایی کروکودیل          | ۱۳۹۸       | رضا یزدانی |
| کروکودیل             | فیلم سینمایی کروکودیل          | ۱۳۹۸       | رضا یزدانی |
| سایه نشو هرگز        | سریال ترور خاموش               | ۱۳۹۸       | رضا یزدانی |
| ارث اجدادی           | سریال ترور خاموش               | ۱۳۹۸       | رضا یزدانی |
| داستان آخر           | انیمیشن آخرین داستان           | ۱۳۹۸       | رضا یزدانی |
| تیغ و ترمه           | فیلم سینمایی تیغ و ترمه        | ۱۳۹۹       | رضا یزدانی |
| خانهٔ اجدادی          | سریال خانهٔ امن                 | ۱۳۹۹       | رضا یزدانی |
| گورکن                | فیلم سینمایی گورکن             | ۱۴۰۰       | رضا یزدانی |